# Meister des Ortenberger Altars

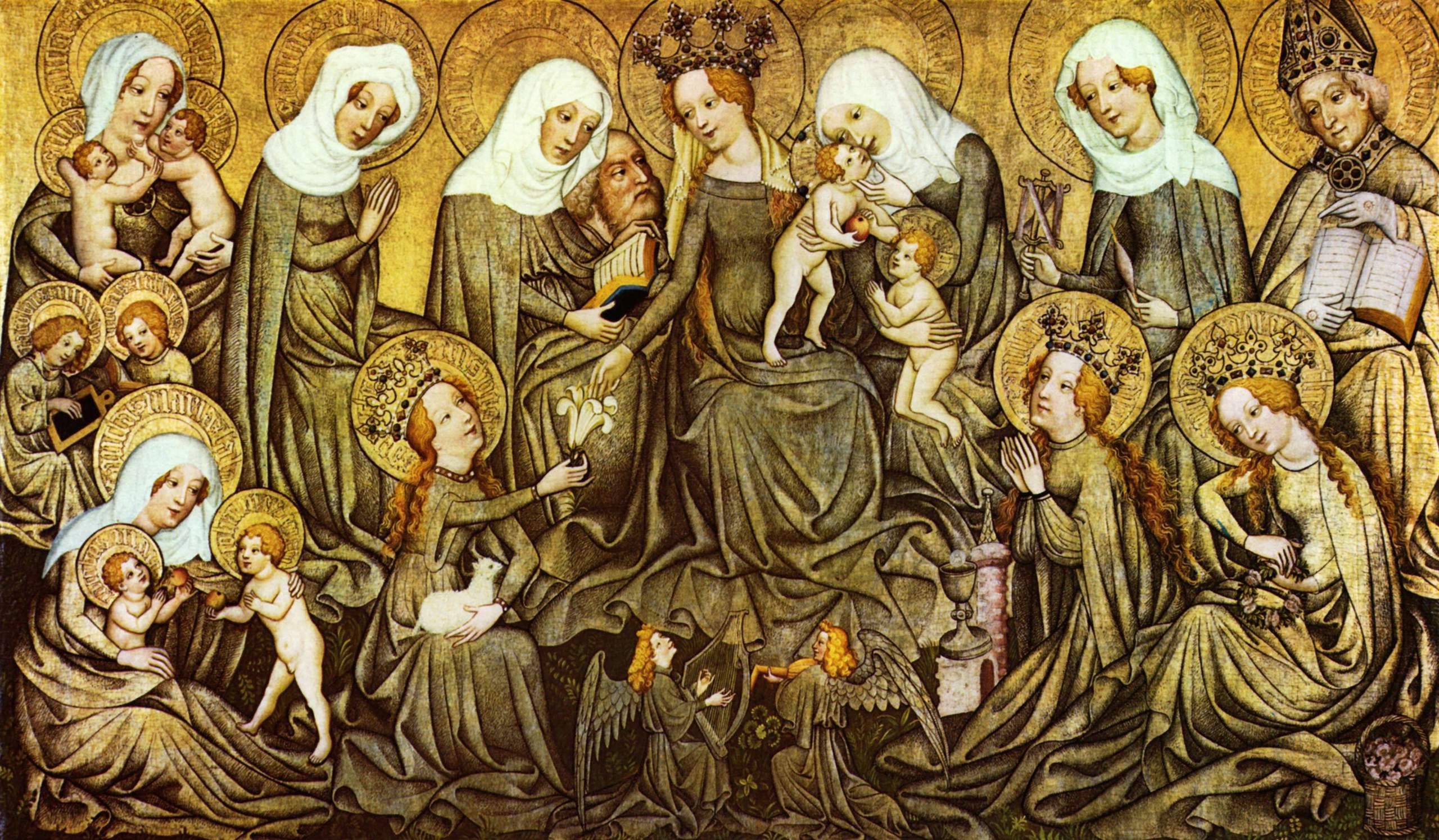
Meister des Ortenberger Altars: Ortenberger Altar, Szene Die Heilige Sippe, um 1420, Mittelrhein

Als Meister des Ortenberger Altars wird ein Maler aus der Spätgotik des ersten Drittels des 15. Jahrhunderts bezeichnet. Der namentlich nicht bekannte Künstler erhielt seinen Notnamen nach dem von ihm für eine Kirche im hessischen Ortenberg geschaffenen Altar.

## Bedeutung
Der Meister des Ortenberger Altars war am Mittelrhein, eventuell in Mainz tätig. Der dreiteilige Ortenberger Altar gilt als eines der bedeutenden Hauptwerke der mittelrheinischen Malkunst des frühen 15. Jahrhunderts. Eventuell waren Gehilfen des Meisters an Teilen der Ausführung beteiligt.

## Werke

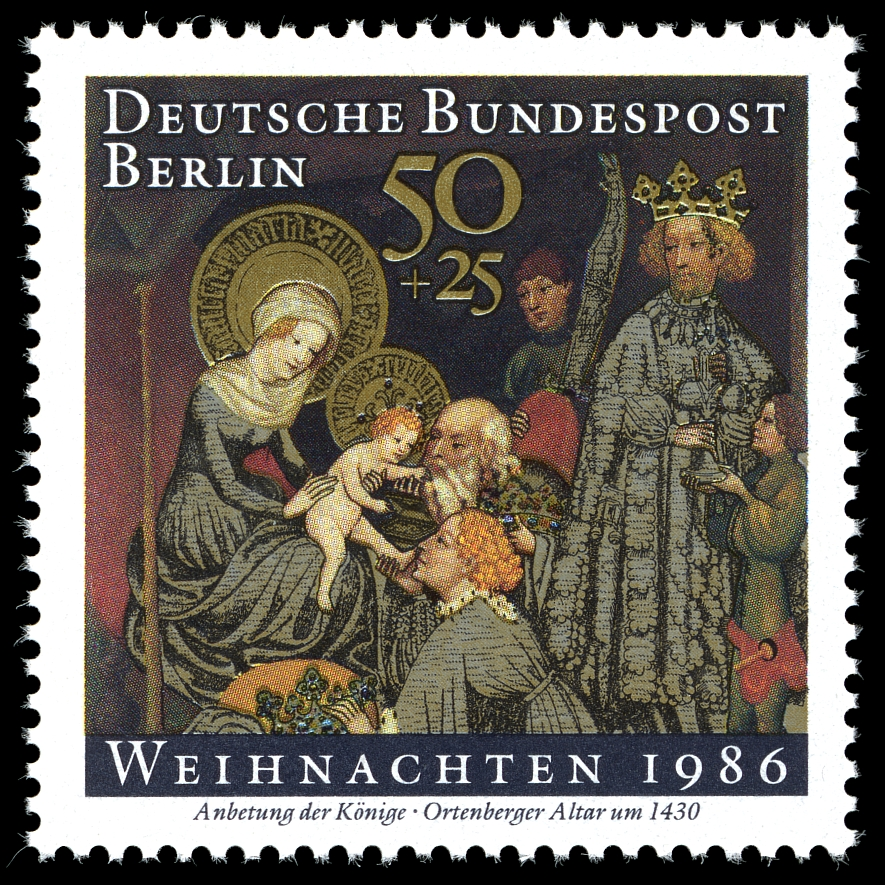
Anbetung der Könige. Ausschnitt aus dem Ortenberger Altar (Briefmarke Berlin 1986)

### Ortenberger Altar
Der Ortenberger Altar, heute im Hessischen Landesmuseum in Darmstadt, stellt auf der linken Tafel dar die Anbetung des Jesuskindes durch Maria, die Anbetung der Könige auf der rechten Tafel sowie auf der großen Mitteltafel die Heilige Sippe. Heute befindet sich eine Kopie des Werkes in der Ortenberger Kirche.
Es wird vermutet, dass einer der Könige, der auf dem Ortenberger Altarbild zwischen zwei Pagen steht, einer davon mit Zeremonialschwert, den König und Kaiser Sigismund darstellen könnte.

### Andere Werke
Dem Meister oder seiner Werkstatt werden weitere Werke zugeschrieben, wie z. B. eine Anbetung im Museum in Aschaffenburg.